# Plegapteryx obscura
Plegapteryx obscura är en fjärilsart som beskrevs av Holland 1892. Plegapteryx obscura ingår i släktet Plegapteryx och familjen mätare. Inga underarter finns listade i Catalogue of Life.